# Yaropolk I
Yaropolk I Sviatoslávich (h. 958-960 - 11 de junio? de 980) (eslavo oriental: Ярополк I Святославич, a veces transliterado como Iaropolk o Iaropols) poderoso, vigoroso y bastante enigmático gobernante de la Rus de Kiev entre 972 y 980. Su título real es tradicionalmente traducido como «príncipe.»

## Vida
A Yaropolk le dio Kiev su padre, Sviatoslav I, que se marchó a una campaña militar contra los búlgaros del Danubio. Poco después de la muerte de Sviatoslav, sin embargo, comenzó la guerra civil entre Yaropolk y sus hermanos. Según una crónica, el hermano de Yaropolk, Oleg mató a Lyut, el hijo del principal consejero y comandante militar de Yaropolk, Sveneld. En un acto de venganza y por insistencia de Sveneld, Yaropolk emprendió la guerra contra su hermano y lo mató. Entonces, Yaropolk envió a sus hombres a Nóvgorod, del que su otro hermano, Vladimiro había huido al recibir las noticias de la muerte de Oleg. Yaropolk se convirtió en el único gobernante de la Rus de Kiev.
En 980, Vladimiro regresó con los mercenarios varegos y atacó a Yaropolk. En su camino hacia Kiev, Vladimiro capturó Pólotsk debido al hecho de que Rogneda, hija del príncipe de Pólotsk Rogvolod, había preferido a Yaropolk antes que a él. Vladimiro forzó a Rogneda a casarse con él. Entonces, Vladimiro capturó Kiev con la ayuda de un boyardo llamado Blud, quien se había convertido en el principal consejero de Yaropolk a la muerte de Sveneld. Blud traicionó a Yaropolk aconsejándole huir de Kiev y retirarse a una ciudad de Rodnya en la boca del río Ros. Vladimiro asedió Rodnya y forzó mediante el hambre a Yaropolk a emprender negociaciones. Yaropolk confió en Blud y las promesas de su hermano de paz y se marchó a los cuarteles de Vladimiro, donde sería asesinado en una emboscada por dos varegos.

## Supuesto bautismo
Por lo que se refiere a fuentes extranjeras contemporáneas, Lamberto de Hersfeld documenta que, en la Pascua de 973, el Sacro Emperador Romano-Germánico fue visitado por enviados de la Rus (legati gentium Ruscorum). En siglos posteriores se dijo que Yaropolk también intercambió embajadores con el Papa. El Chronicon de Adémar de Chabannes y la vida de san Romualdo (por Pedro Damián) documentan cómo san Bruno de Querfurt fue enviado a la Rus (en latín: Rusia) y tuvo éxito convirtiendo a un rey local (uno de los tres hermanos que gobernaban la tierra) al Cristianismo. Como ambos textos están llenos de anacronismos, Vladímir Parjómenko razona que las escrituras de Bruno están mezcladas con aquellas de sus predecesores, Adalberto de Praga y varios misioneros anónimos activos en Europa oriental durante el reinado de Otón II.
Siguiendo esta línea de pensamiento, Aleksandr Nazarenko sugiere que Yaropolk pasó por varios ritos preliminares al bautismo, pero fue asesinado por su medio hermano pagano (cuyos propios derechos al trono eran dudosos) antes de que pudiera ser recibido formalmente en la fe cristiana. Cualquier información sobre el bautismo de Yaropolk según el rito latino sería suprimido más tarde por los cronistas ortodoxos, celosos por mantener la imagen de Vladimiro como el Apóstol Ruso que triunfó en las generaciones venideras. Se sabe que el hijo de Vladimiro, Yaroslav hizo que se exhumaran los huesos de Yaropolk y se bautizaran; también llamó a su nieto por el nombre de Yaropolk.